# 알렉산드라 크로스니
알렉산드라 크로스니(Alexandra Krosney, 1988년 1월 28일 ~ )는 미국의 배우이다.

## 출연 작품
- 킬러 인 하이스쿨 (2015)
- 라스트 맨 스탠딩 2 (2012)
- 라스트 맨 스탠딩 1 (2011)